# Xã Prairie, Quận Wilson, Kansas
Xã Prairie (tiếng Anh: Prairie Township) là một xã thuộc quận Wilson, tiểu bang Kansas, Hoa Kỳ. Năm 2010, dân số của xã này là 130 người.